# Аналогия (лингвистика)
Аналогия — лингвистический процесс, заключающийся в образовании языковой формы по шаблону других языковых форм. Аналогии, наряду с фонологическими законами, являются одним из основных процессов, изучаемых исторической лингвистикой.

## Понятие аналогии
Общего определения понятия лингвистической аналогии нет, в различных источниках приводятся разные определения, например:
- «Лингвистический процесс, включающий в себя обобщение некоторого отношения с одного множества условий на другое»;
- «Изменение, берущее за образец другие слова или формы»;
- «Исторический процесс, переносящий обобщение с одного множества выражений на другое»;

и даже такое «намеренно расплывчатое и общее» определение как «процесс, при котором одна форма языка становится более похожей на другую, с которой она как-либо связана». Тем не менее, важным аспектом аналогии является наличие отношения схожести.
Как пишет Л. Кэмпбелл, отношение между фонологическими законами и аналогией можно описать фразой «фонологически законы регулярны, но создают нерегулярности; аналогия нерегулярна, но создаёт регулярности». Например, по регулярному закон умлаута множественное число к английскому слову brother («брат») приняло вид brother + en → brethren, что привело к наличию у слова двух различных основ; с другой стороны, благодаря нерегулярной аналогии с такими словами как sister («сестра»), образующими множественное число прибавлением -s (sisters), произошла замена множественного числа на brothers, сделавшее склонение слова регулярнее.
Это происходит благодаря тому, что, в отличие от фонологических законов, аналогии принимают во внимание не только фонетические, но и морфологические, синтаксические и семантические факторы. Другие отличия — обычно они имеют место на намного больших периодах времени, веках и даже тысячах лет, и не регулярны, то есть одна и та же замена происходит не во всех возможных для неё ситуациях.

## Систематические аналогии
Наиболее систематически встречающиеся виды аналогии — это выравнивание по аналогии и четырёхчленная аналогия (но между ними и другими видами есть только количественное, по частоте встречаемости, а не качественное отличие). Как отмечает Г. Хок, их систематичность связана с наличием чётко определённых параметров, а именно парадигмы склонения (множества всех форм данного слова) и морфологического шаблона (схемы, по которой из одной формы образуется другая).

### Выравнивание по аналогии
Выравнивание по аналогии заключается в уподоблении одних форм слова другим. В результате выравнивания исчезают морфофонемические чередования, которые не помогают различать смысл; грубо говоря, вид слова упрощается по принципу один смысл — одна форма.
Пример выравнивания по аналогии — в разговорном русском языке слово заём выравнивается до займ по аналогии с формами на займ-, а именно косвенными падежами (род. падеж — займа) и множественным числом (займы). Подобное выравнивание также называется выравниванием основ.

### Четырёхчастная аналогия
Также часто встречается четырёхчастная аналогия (англ. four-part analogy), простейшая разновидность пропорциональной аналогии. Для пропорциональной аналогии нужен некоторый морфологический шаблон, сопоставляющий одной форме другую, и слово в первой форме, подходящее под этот шаблон. В результате получается пропорция, задающая вторую форму этого слова. В случае четырёхчастной аналогии в качестве шаблона используется схема образования производной формы из базовой.
Например, в английском языке по аналогии с образованием множественного числа прибавлением -s (stone — stones, «камень» — «камни») множественное число слова cow («корова») сменилось с kine на cows. Это можно обозначить формулой stone / stones = cow / cows.
При этом для четырёхчастной аналогии важно, чтобы соответствие между словом, которым задаётся шаблон, и словом, к которому он применяется, было морфологическим, а не чисто фонетическим или фонологическим. Например, не получится пропорции между глаголом ring и существительным king: ring / king = rang / kang*.
Также необходимо, чтобы шаблон уже использовался для образования не одного, а многих слов; желательно, чтобы он был продуктивным. При этом стоит заметить, что продуктивность — это не бинарное разделение, а разделение по степени, и даже шаблоны, которые считаются непродуктивными, могут в некоторых случаях приводить к образованию по аналогии с ними новых форм. Например, у английского слова octopus («осьминог»), помимо латинского множественного числа octopodes и типичного английского множественного числа octopuses изредка встречается форма octopi — образованная по более регулярному шаблону из нерегулярной категории.
Четырёхчастная аналогия может применяться для образования не только новых форм, но и новых слов: например, radical / radicalize = personal / personalize или verify / verification = syllabify / syllabification. Этому может предшествовать переразложение — например, интерпретация слова hamburger («гамбургер», образовано от названия города Гамбург) как начинающегося на ham- («ветчина») привела к появлению из пропорции ham / hamburger = cheese / cheeseburger слова cheeseburger («чизбургер», «бургер с сыром»).

### Сравнение
В некоторых случаях проблематично отличить выравнивание по аналогии от четырёхчастной аналогии. Например, в английском языке сравнительная степень прилагательного long («длинный») изменилась с lenger на longer. Это можно считать как примером выравнивания основы — замены leng- на long- — так и примером четырёхчастной аналогии с такими словами как warm — warmer («тёплый» — «теплее»).
Кроме того, иногда можно с уверенностью сказать, что выравнивание по аналогии и четырёхчастная аналогия действуют совместно. В качестве примера можно назвать переход в латыни конечного s в r в именительном падеже существительных мужского и женского родов, имеющих два и более слога (см. таблицу справа). Условия для такого перехода были созданы произошедшим в предшествующий переходу период времени ротацизмом — регулярным фонологическим законом, заключающимся в переходе s в r между гласными звуками.
| Падеж     | Основа на r | Основа на s     |
| --------- | ----------- | --------------- |
| Номинатив | sor-or      | hon-ōs → hon-or |
| Генитив   | sor-ōr-is   | hon-ōr-is       |
| Датив     | sor-ōr-ī    | hon-ōr-ī        |
| Аккузатив | sor-ōr-em   | hon-ōr-em       |
| Аблатив   | sor-ōr-e    | hon-ōr-e        |
| Вокатив   | sor-or      | hon-or          |

С одной стороны, переход можно считать выравниванием основы, а с другой стороны — пропорциональной аналогией с существительными, основа которых заканчивается на r. Такие существительные имеют мужской или женский род и более одного слова. Причины считать, что повлияло и то, и другое, две:
- Во-первых, изменение произошло очень быстро и систематично — намного быстрее и систематичнее, чем свойственно процессу аналогии;
- Во-вторых, в существительных на s среднего рода подобное выравнивание произошло намного менее систематично — это можно объяснить отсутствием существительных среднего рода, оканчивающихся на r, а потому недействием процесса пропорциональной аналогии.

Стоит заметить, что выравнивания основы в односложных существительных на s вообще практически не произошло.